# Election
 Election és una pel·lícula estatunidenca dirigida per Alexander Payne, estrenada el 1999.

## Argument
Comèdia brillant i enginyosa que tracta de les eleccions en un institut americà. Aquesta història aparentment per a adolescents amaga una àcida i demolidora crítica al sistema polític, als valors regnants i en general als éssers humans.

## Repartiment
- Matthew Broderick: Jim McAllister
- Reese Witherspoon: Tracy Políciak
- Chris Klein: Paul Metzler
- Jessica Campbell: Tammy Metzler
- Phil Reeves: Walt Hendricks
- Molly Hagan: Diane McAllister
- Delaney Driscoll: Linda Novotny
- Mark Harelik: Dave Novotny
- Colleen Camp: Judith R. Políciak
- Frankie Ingrassia: Lisa Flanagan
- Matt Malloy: Vice-Principal Ron Bell
- Holmes Osborne: Dick Metzler
- Jeanine Jackson: Jo Metzler
- Loren Nelson: Custodian

## Premis i nominacions
- Oscar al millor guió adaptat 1999
- Globus d'Or a la millor actriu musical o còmica 1999 per Reese Witherspoon